# 다뉴브강 삼각주

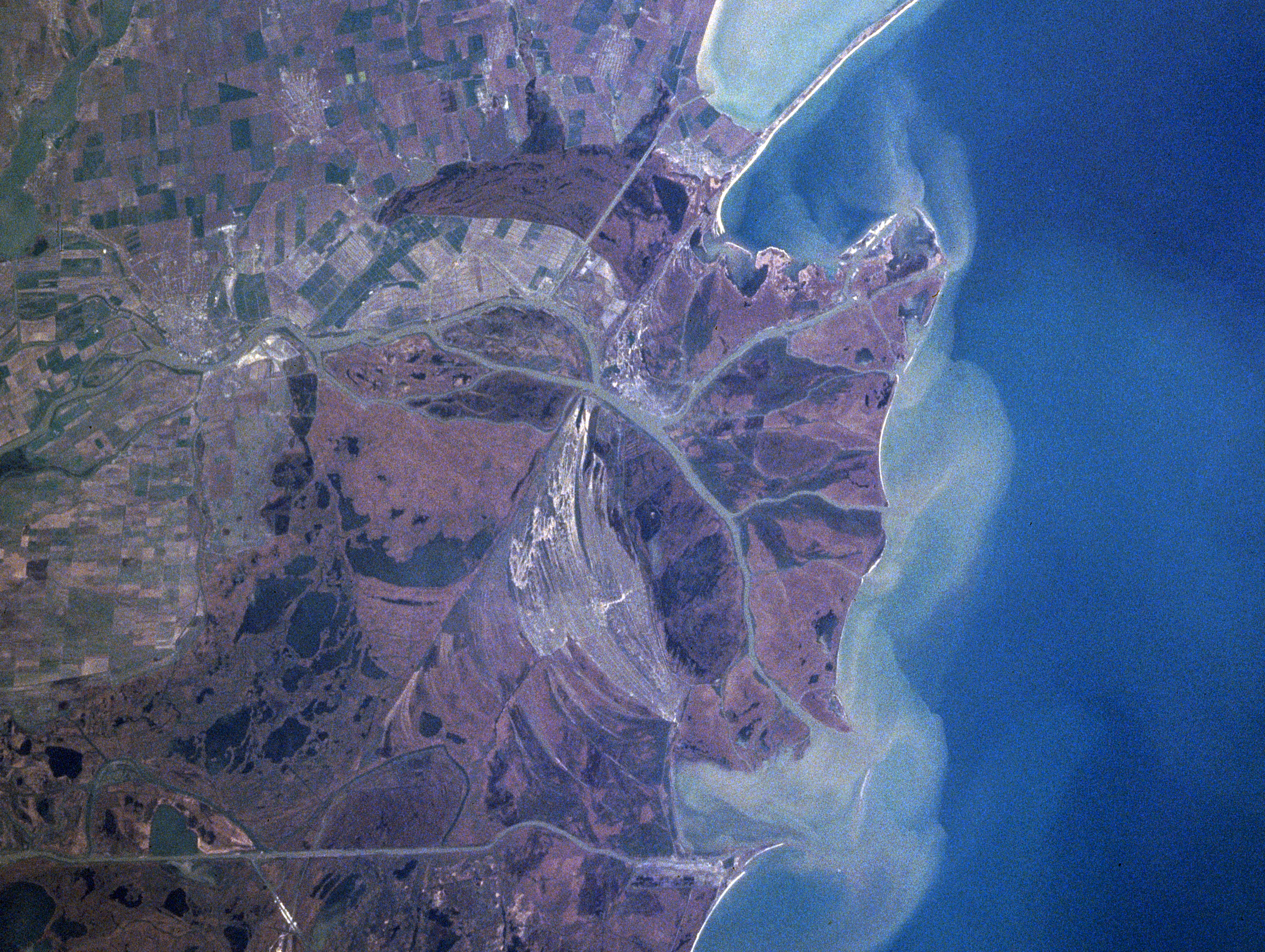
다뉴브강 삼각주의 북쪽 (인공위성 사진)

다뉴브강 삼각주(-三角洲, 루마니아어: Delta Dunării)는 다뉴브강 하구의 삼각주로 루마니아의 도브로제아에 위치하며 일부는 우크라이나의 오데사주에 포함된다. 도나우강 삼각주라고도 한다. 다뉴브강 삼각주는 유럽에서 가장 발달한 삼각주로 그 넓이는 3,446 km2이다.

## 자연
1,200여 종의 식물, 300여 종의 새, 45종의 민물고기가 주변 호수와 늪지에 살고 있다. 다뉴브강 삼각주는 유네스코의 세계자연유산과 생물권보전지역에 등록되어 있다. 2,733 km2 가량이 보호 구역으로 지정되어 있다.

## 주민
약 15,000명 가량이 전통적인 어업에 종사하고 있다.

## 같이 보기
- 루마니아의 세계유산